# Proteopharmacis definita
Proteopharmacis definita är en fjärilsart som beskrevs av Butler 1882. Proteopharmacis definita ingår i släktet Proteopharmacis och familjen mätare. Inga underarter finns listade i Catalogue of Life.